# Hornsund, Flen

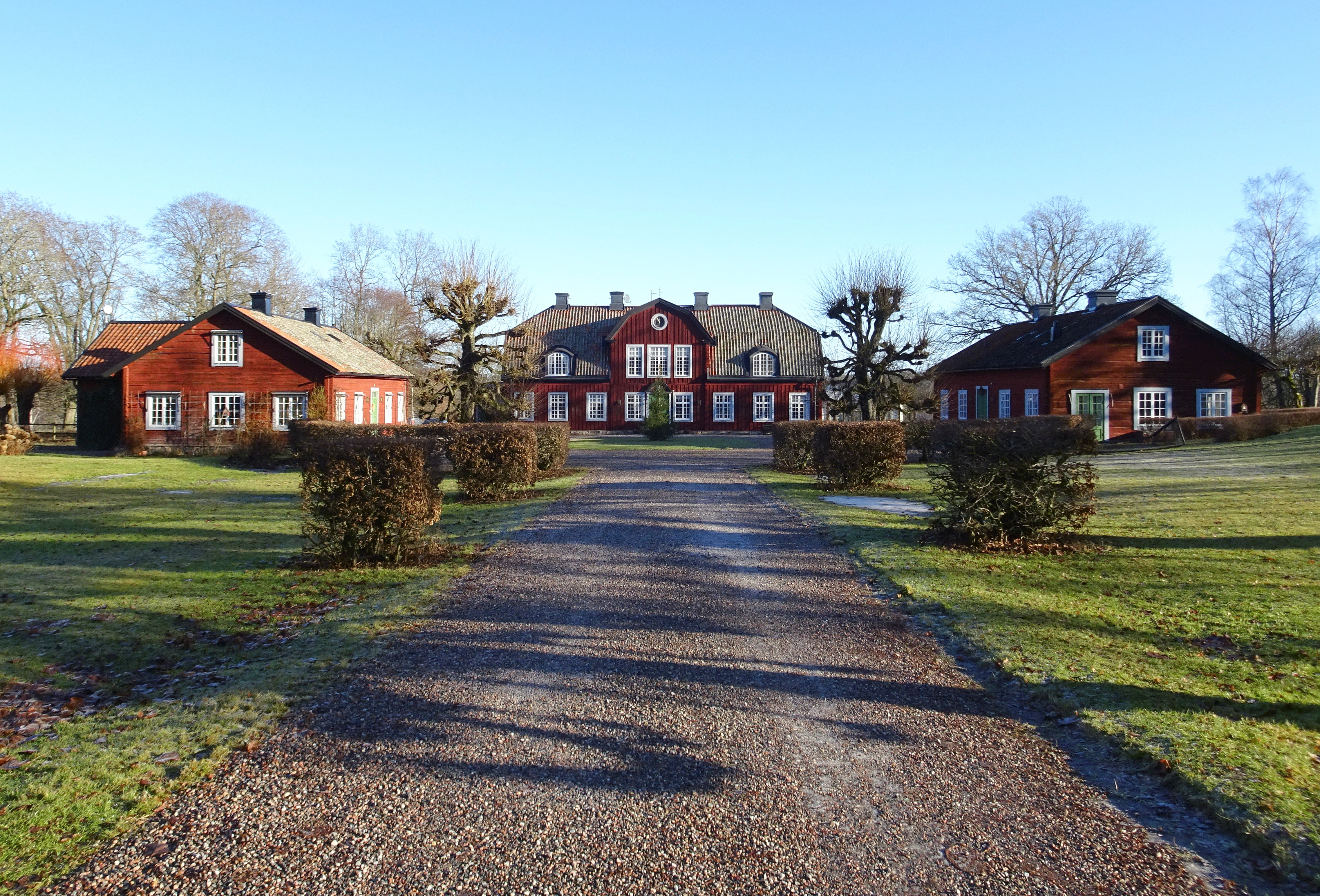
Hornsunds huvudbyggnad och flyglar, februari 2022.

Hornsund är en herrgård och ett tidigare säteri i Forssa socken i Flens kommun i Södermanland. Gårdens huvudbebyggelse ligger vid Hornsundssjön, en av sjön Båvens vikar, ungefär sex kilometer öster om Flen. Enligt kommunens kulturmiljöprogram representerar Hornsunds herrgårdsmiljö en ”viktig värdebärare” genom sin slutna mangård och ladugårdsbacken med uthus.

## Historik

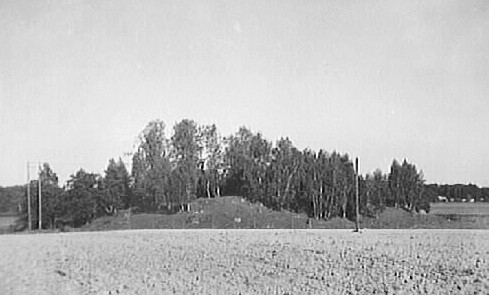
Grevens backe, Hornsund.

Platsen var bebodd redan under forntiden som flera gravfält vittnar om. Det största, kallat Grevens backe, ligger strax norr om Hornsunds huvudbebyggelse. Det har en utbredning på 70 x 35 meter och består av ungefär 30 fornlämningar.
Hornsund (Hornssundh) omnämns i skrift 1354, och en Jöns Rangvaldsson i Hornsund omtalas 1381. Stället utgjorde ett biskopsgods för biskopen i Strängnäs. På 1540-talet drogs Hornsund in till kronan men gavs 1573 som förläning till Lars Västgöte, dåvarande ståthållaren på Nyköpings slott. Utöver Hornsund ingick bland annat granngårdarna Schedewij (Skedevi) och Mälby båda i Flens socken samt Sofielund i Forssa socken. Schedewij fungerade som huvudgård och som Västgötes säteri. Dess historia kom att påverka även Hornsunds. 
Västgöte levde ännu vid sekelskiftet 1600 och efterlämnade, utom änkan, tre döttrar av vilka en var gift med Bastian Bonnat (död 1612), hovstallmästare hos Gustav II Adolf. 1611 fick han sin svärfaders förläningar överflyttade till sig, bland dem Hornsund, Schewedij och Sofielund vilka innehades av dennes änka till sin död 1628. Dottern Christina Regina tillträdde därefter förädlarnas egendomar. Hon gifte sig med sin styvbroder, Henrik Richter, född 1614 och 1646 adlad Gyllenpistol. Han stupade i Polen 1656 varpå änkan gifte om sig 1661 med tysken Påvel Ellendorph vilken övertog Hornsund 1663.
Vid Karl XI:s reduktion 1683 fick han behålla gården på livstid. 1689 utbyttes den av styvsonen Johan Gyllenpistols änka, friherrinnan Helena von der Linde (död 1692). Hornsund ägdes sedan av hennes barn fram till 1726 och förvärvades av friherre Rutger Fuchs. Därefter vandrade egendomen genom flera händer, bland andra friherre Alexander Israel Palbitzki (1739), greve C. Bonde (1776), kapten Georges-Alexandre Dardel (1816) och Per Fredrik Cederbaum (1843) tills den på 1850-talet genom köp kom till lantbrukaren Karl Johan Emil Trotzig, gift med Christina Sofia Magdalena Odhner. Trotzig avled 1861 på Hornsund.
I slutet av 1800-talet förvärvades Hornsund av Gustaf Wilhelm Wachtmeister (född 1850) sedan han sålt faderns Husbygårds säteri i Husby-Oppunda socken. Han var gift med grevinnan Jaquette Ramsay (1855-1931) och avled på Hornsund 1915. Därefter övertogs egendomen av sonen Gustaf Vilhelm Alarik Wachtmeister af Johannishus som avled på Hornsund 1962.
Sedan 1995 bebos gården på heltid av Madeleine och Carl Gustaf Mörner men var i Madeleines ägo redan 1985. Paret renoverade gården pietetsfullt och satsade på fåravel. Sedan 2020 ägs Hornsund av Madeleine Mörners dotter Elsa Hagen.

Historiska kartor
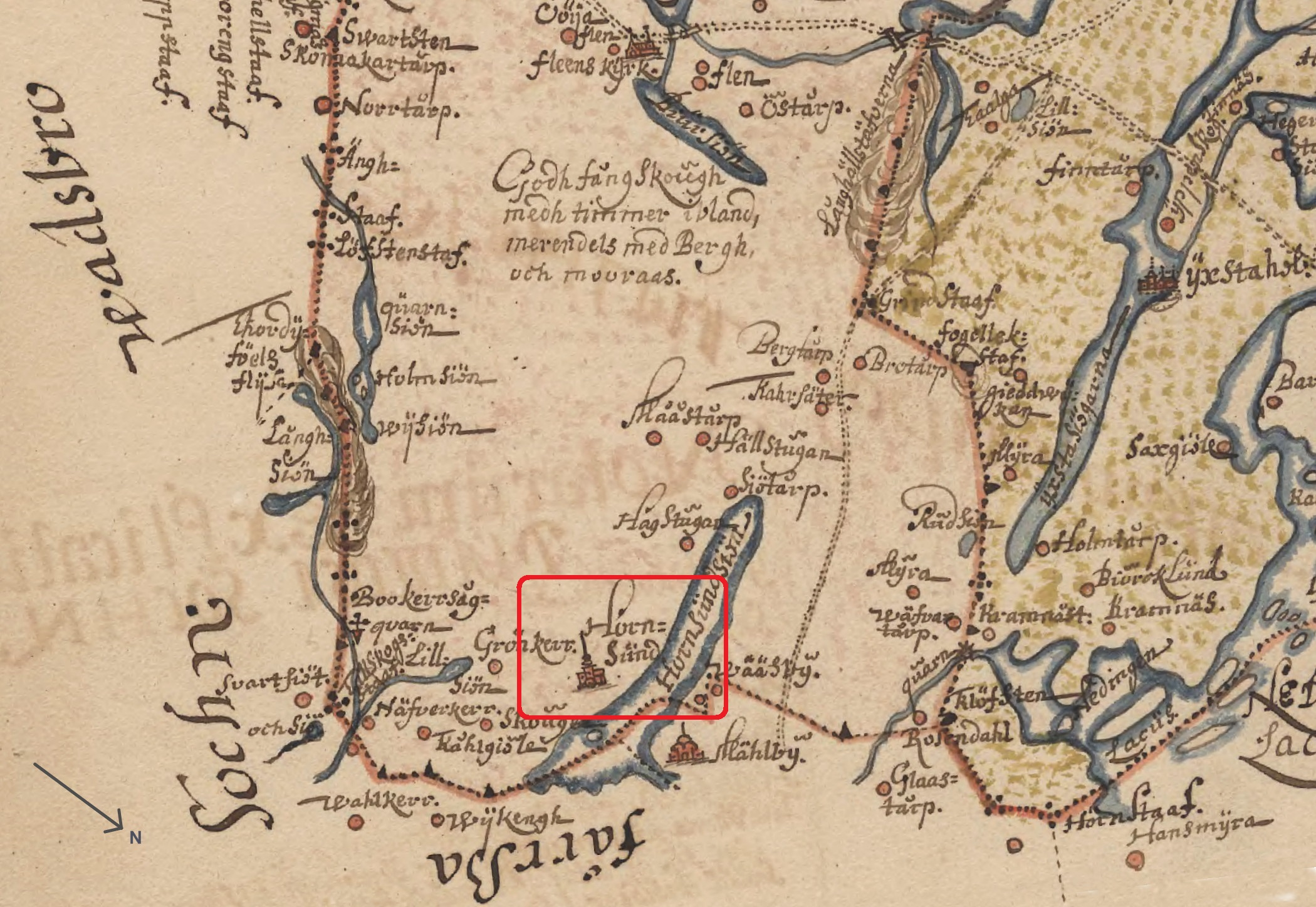
Hornsund på A. Anderssons karta från 1677.
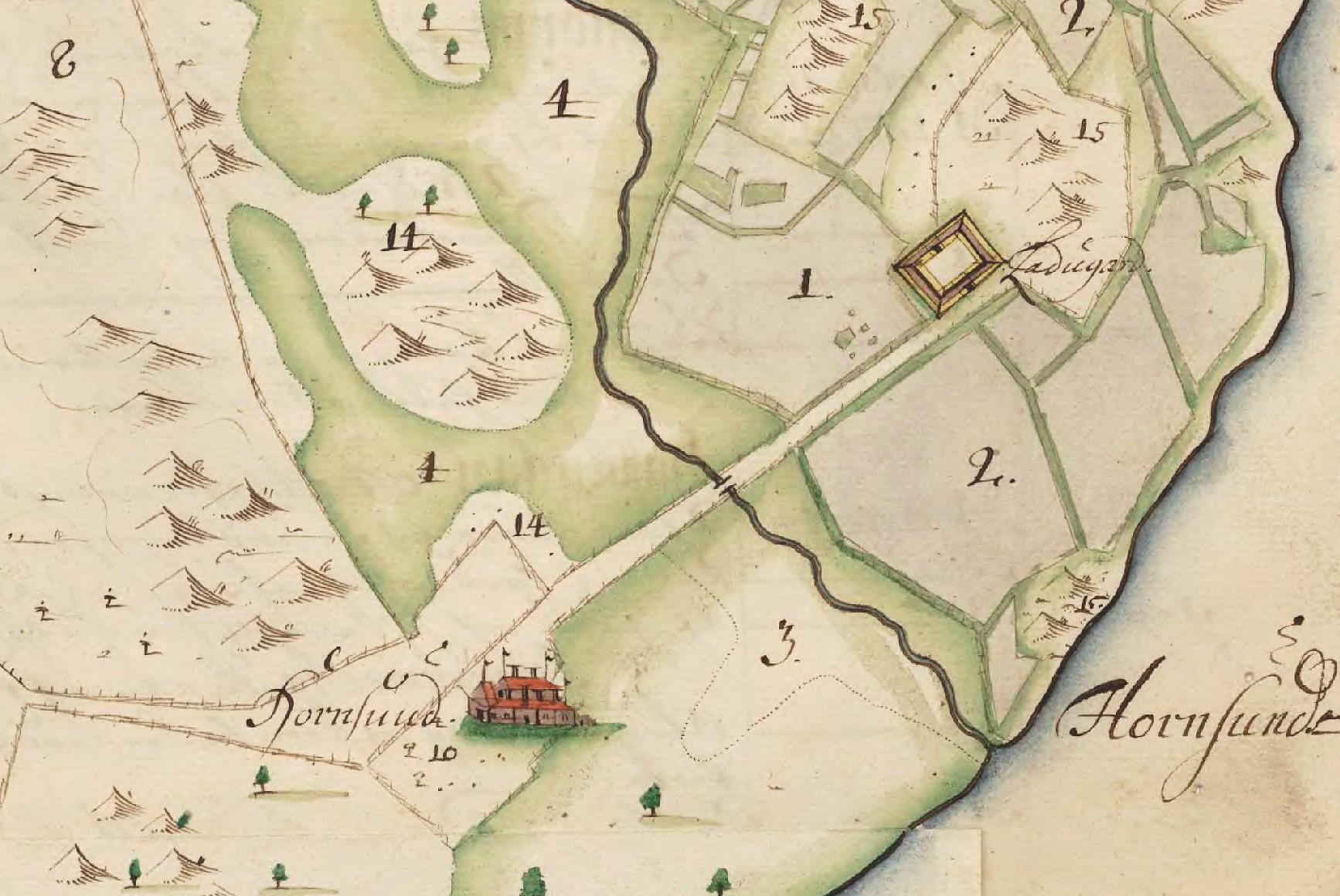
Hornsund på E. Agners karta från 1688.
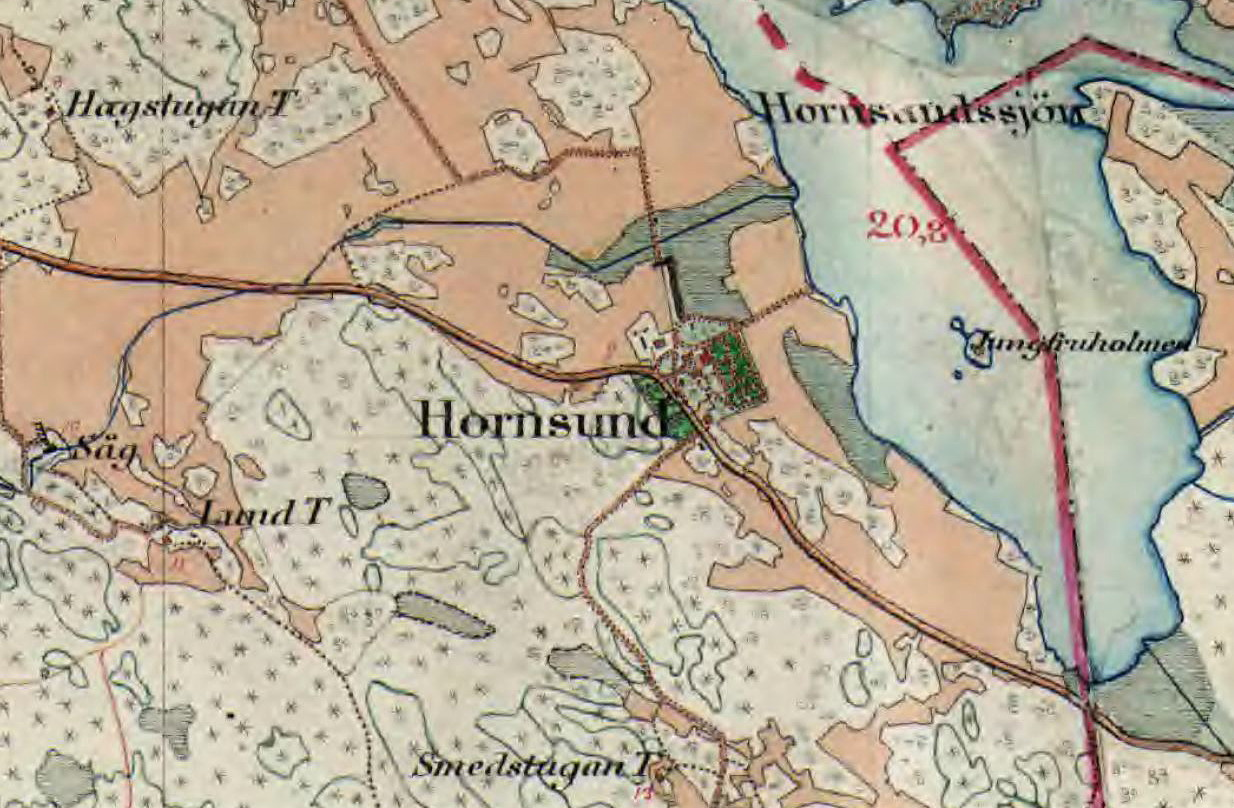
Hornsund på Häradsekonomiska kartan från 1897.
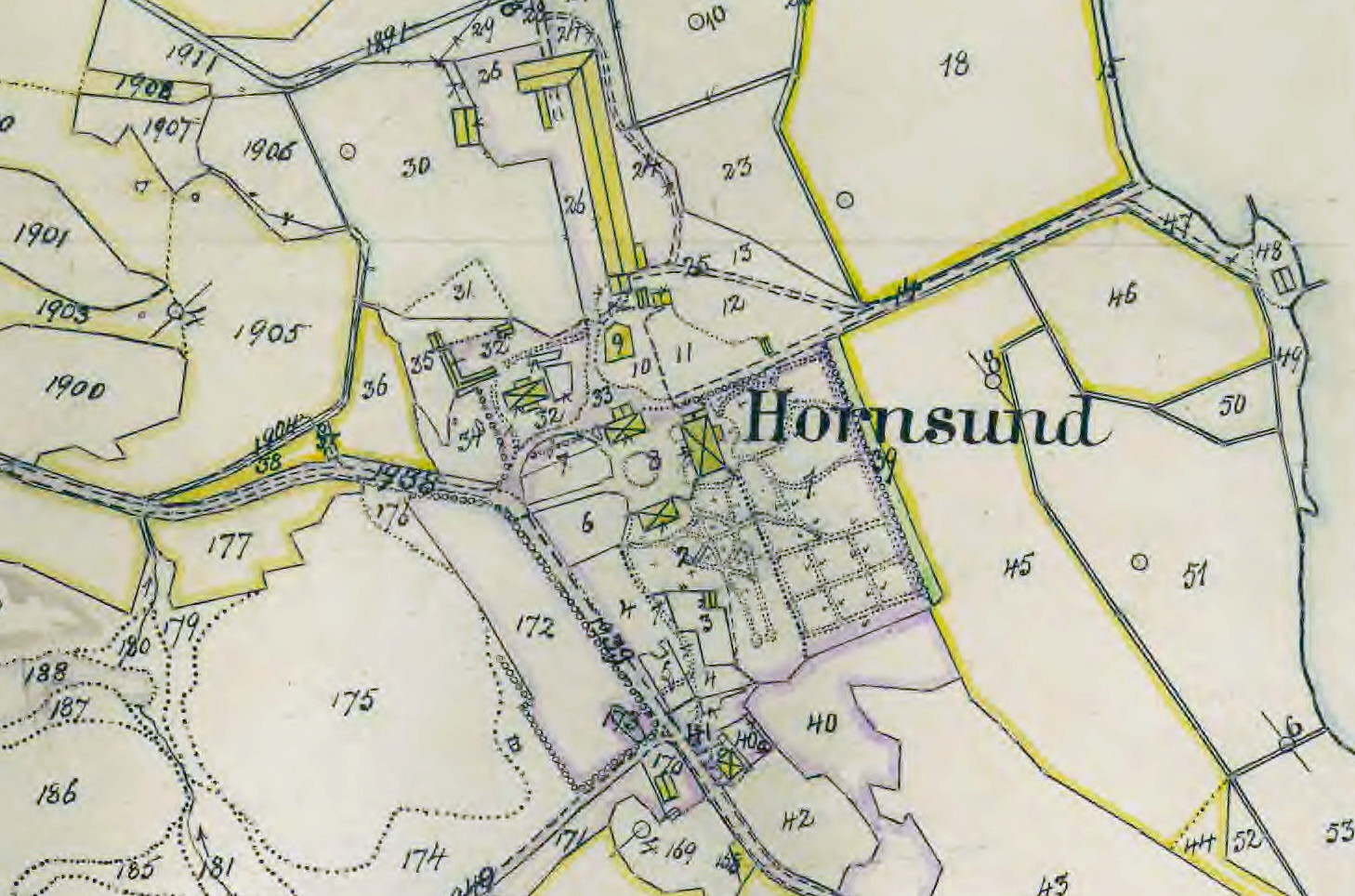
Hornsund på A. Gyllenbåges karta från 1925.

### Bebyggelsen
Hornsunds huvudbebyggelse ligger intill Hornsundssjön. Corps de logi är uppfört i timmer på tidigt 1700-tal i karolinsk stil. Byggnaden har en våning med inredd vind under ett brutet och valmat sadeltak. Båda långsidor accentueras av var sin frontespis, den mot entrésidan med tre fönsteraxlars bredd, den mot sjösidan med två. Mot entrésidan frankeras huvudbyggnaden av två fristående flyglar uppförda samtidigt med huvudbyggnaden. Flyglarna är timrade och har samma färgsättning som huvudbyggnaden: faluröda fasader, vita fönstersnickerier, grönmålade entrédörrar och svarta vindskivor. Husen var under en tid vitputsade och fick på 1960-talet sitt ursprungliga utseende tillbaka.
Ekonomibyggnaderna ligger samlade norr om mangården. Bland byggnaderna märks den mäktiga vinkelbyggda ladugården som bär årtalet 1878 på gaveln. Den är delvis uppförd av timmerstockar lagda i skiftesverk. Till miljön hör också flera uthus samt flera rödfärgade torp från 1800-talet. Torpet Sjölunda vid vattnet norr om gården användes som skola under 1800-talets slut. Då fanns även en kvarn och en såg för husbehov.

Historiska bilder
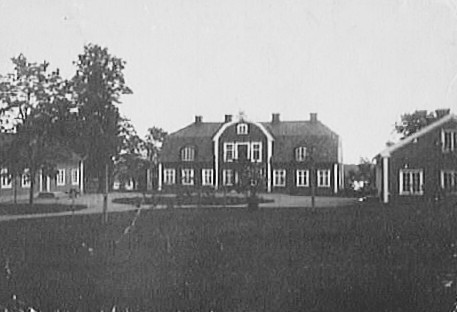
Huvudbyggnaden, entrésidan 1907.
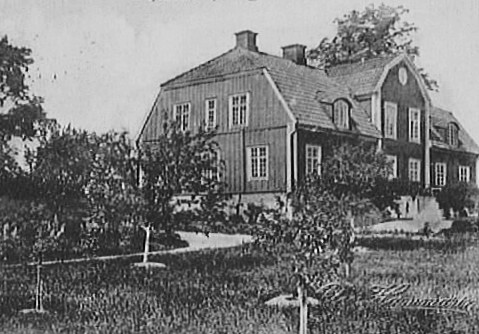
Huvudbyggnaden, sjösidan 1930.
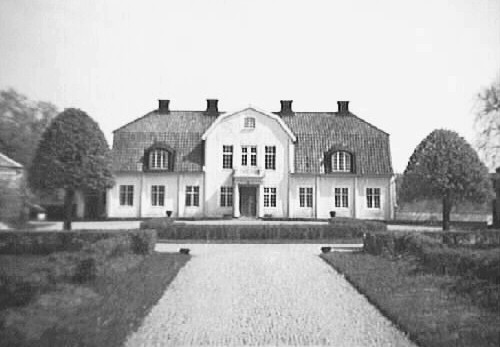
Huvudbyggnaden, entrésidan 1940.
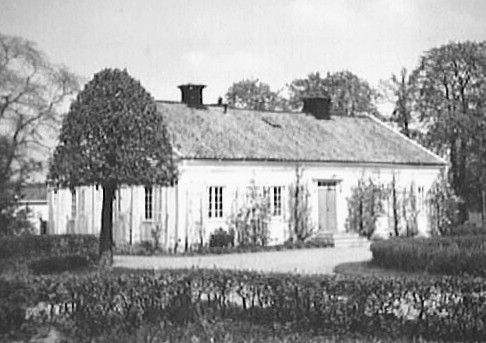
Norra flygeln, 1940.

### Fastighet och verksamhet
Gårdens fastighet (Hornsund 2:2) omfattar knappt 1020 hektar och sträcker sig huvudsakligen sydväst om huvudbebyggelsen. I norr ingår en del av Hornsundssjöns vattenområde. Verksamheten omfattar jordbruks-, skogs- och fastighetsrörelse. På gården bedriver Nedermans lamm slakt och livdjursuppfödning av får. Företaget har 500 tackor varav 400 renrasiga finullsfår. Tacklammen säljs som livdjur och bagglammen slaktas och säljs. På Hornsund finns även hästverksamhet.

### Nutida bilder

Huvudbyggnad och flyglar
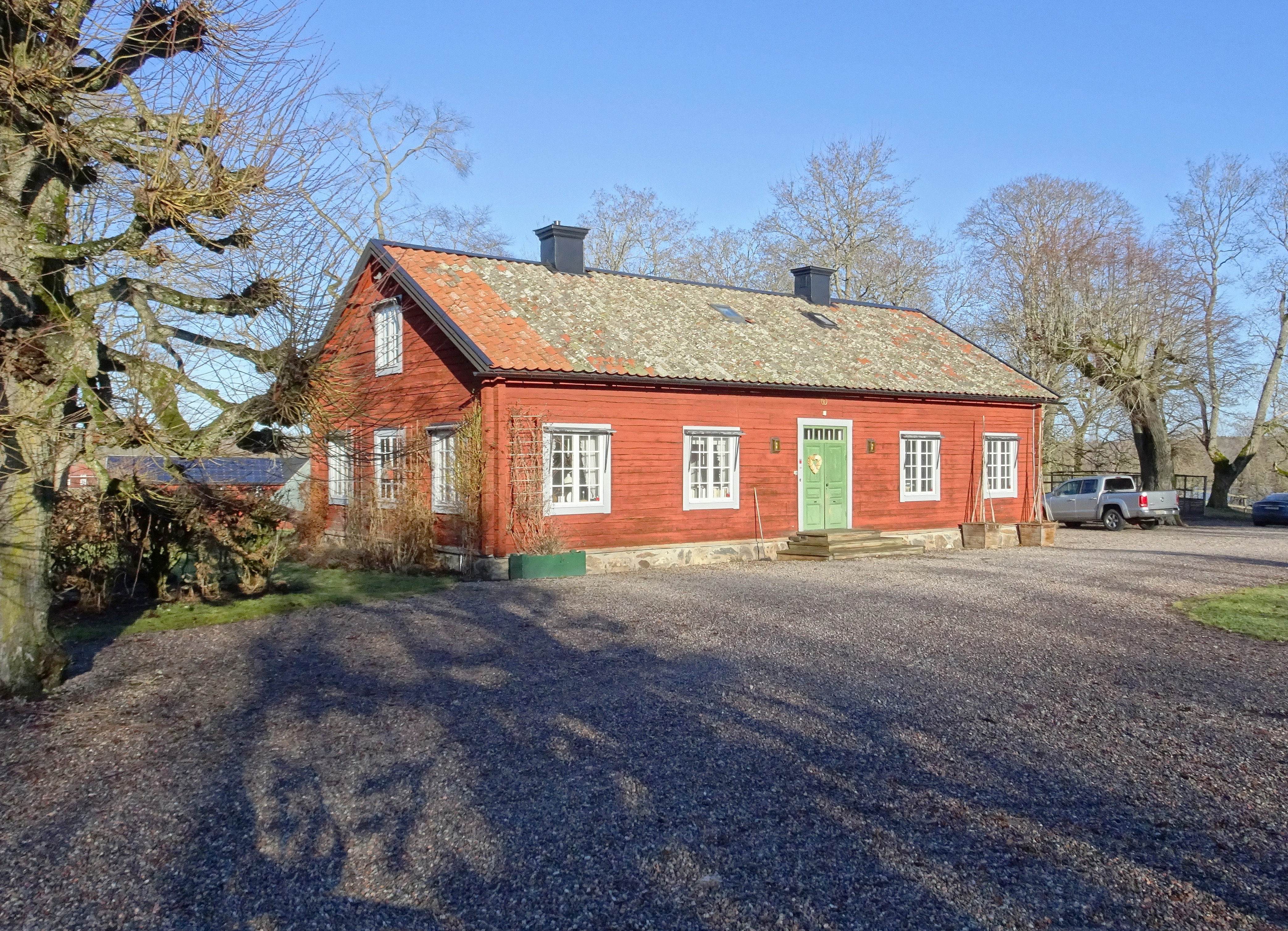
Norra flygeln.
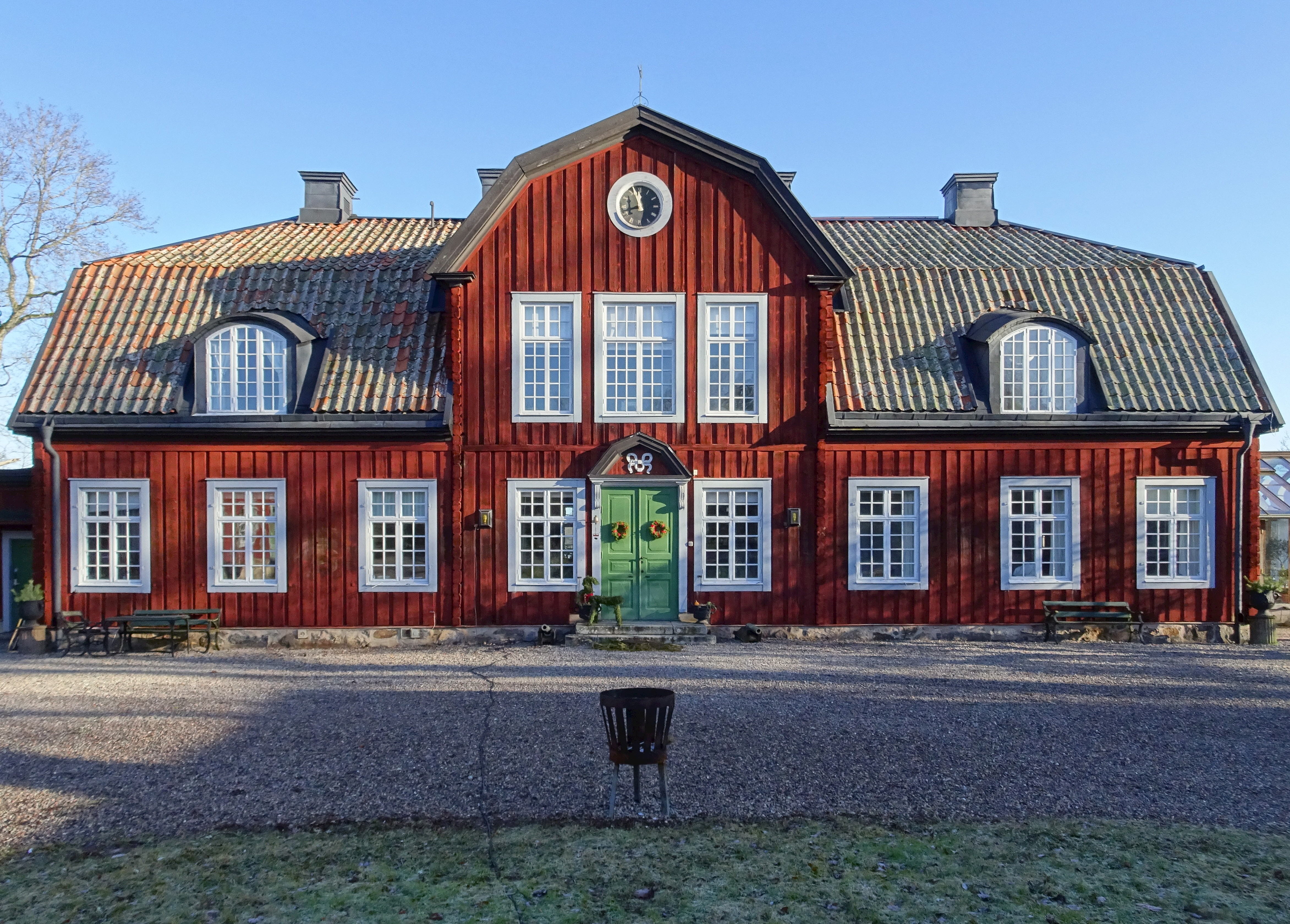
Huvudbyggnad.
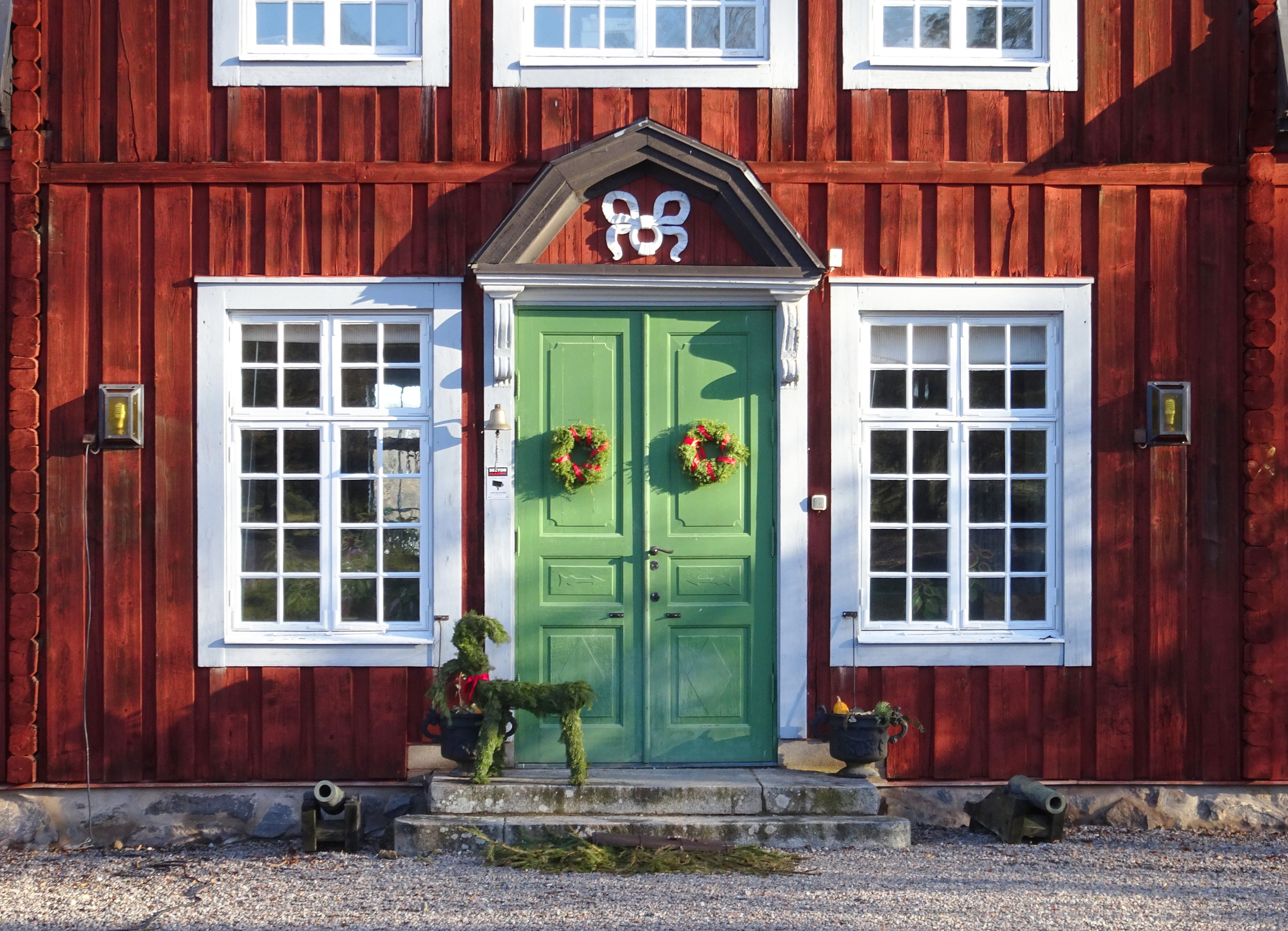
Huvudentrén.
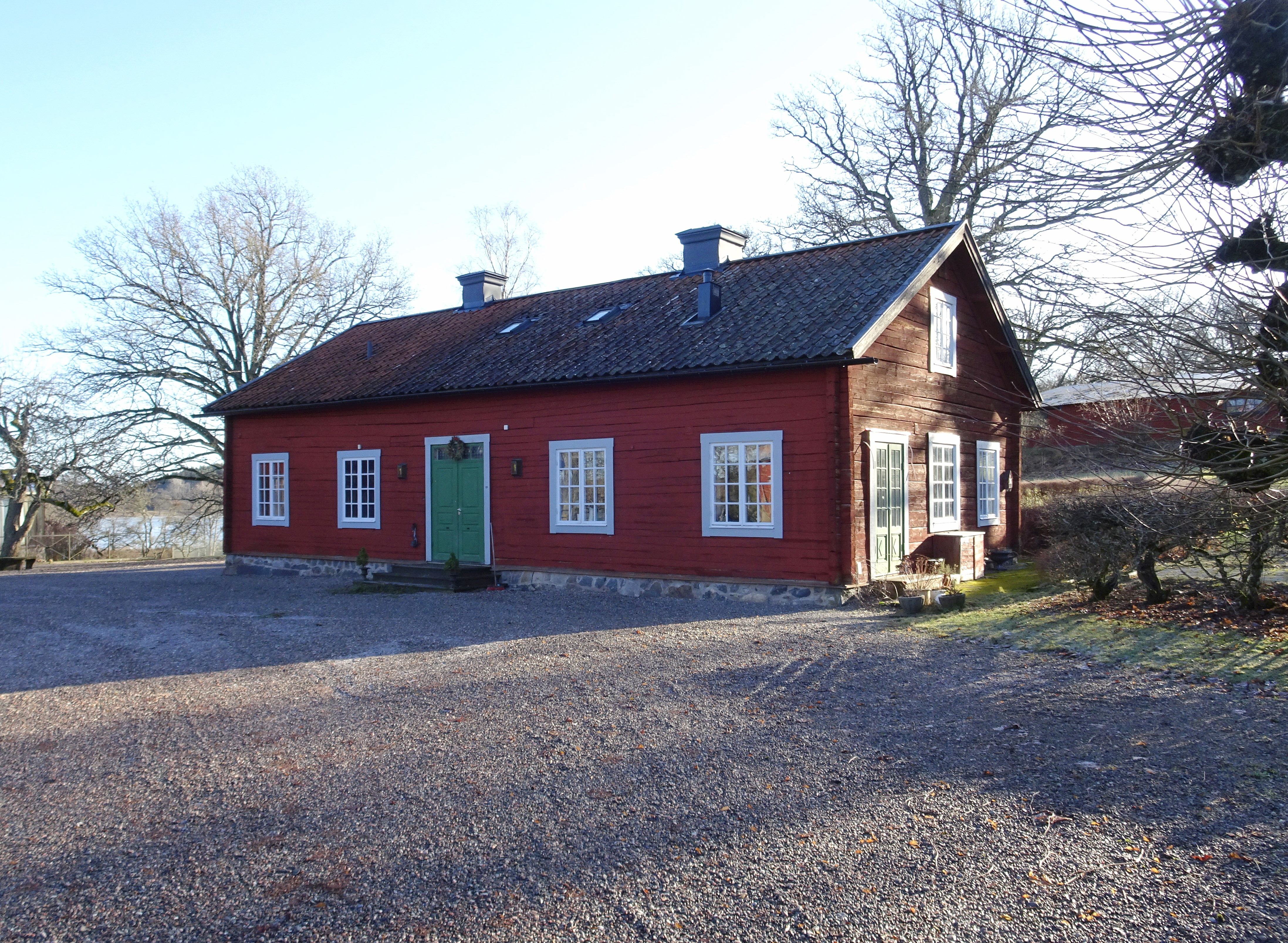
Södra flygeln.

Ekonomibyggnader
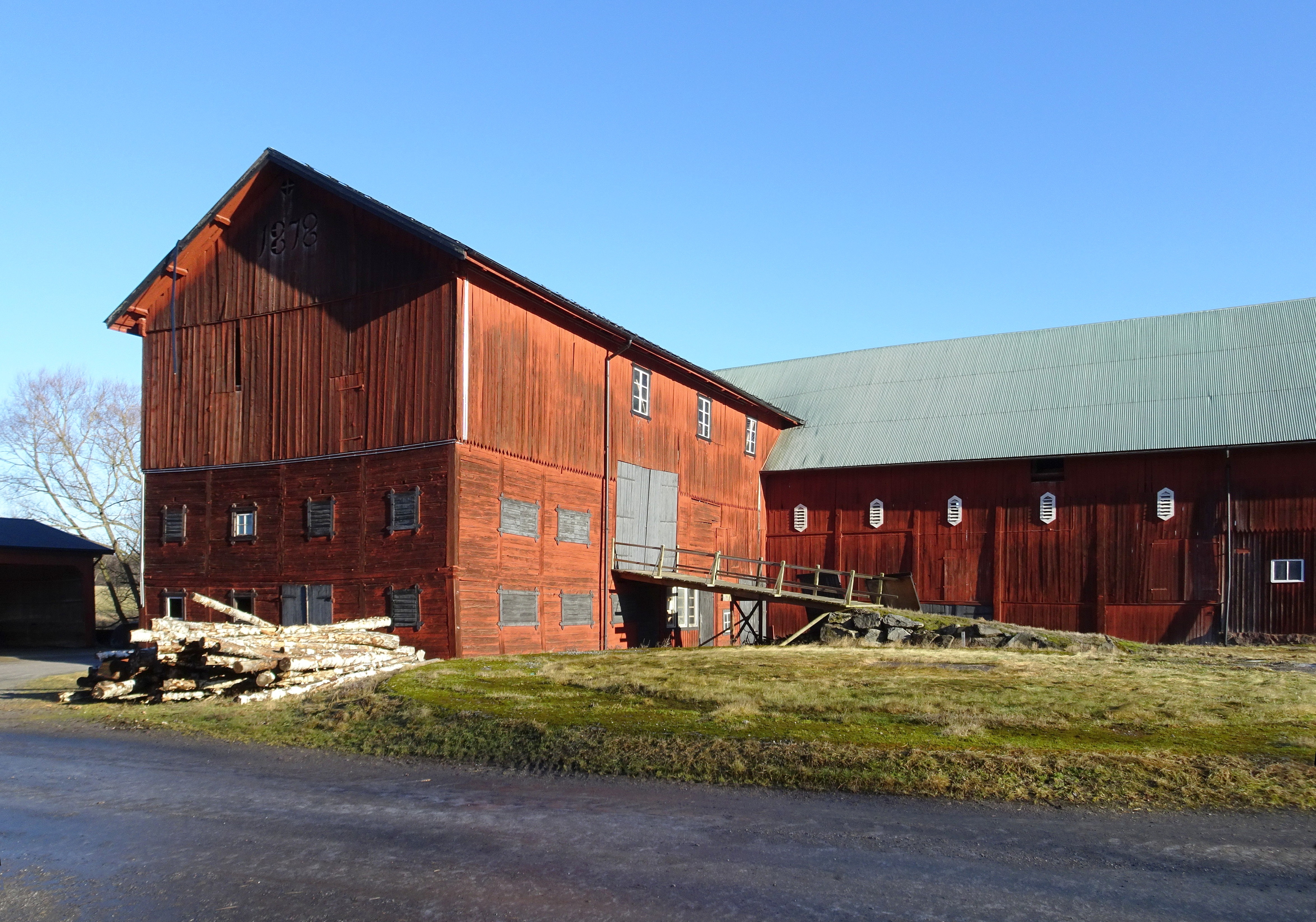
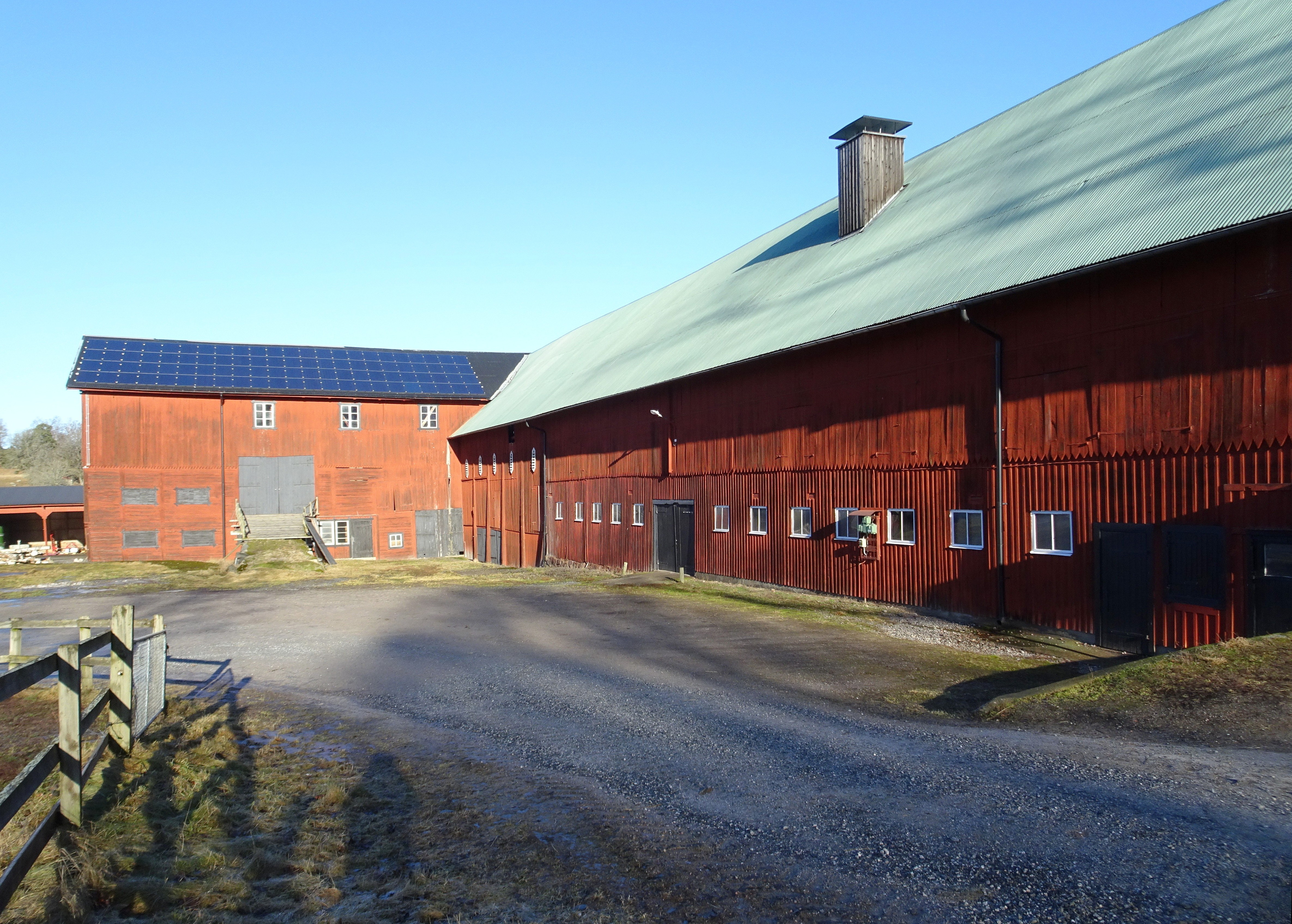
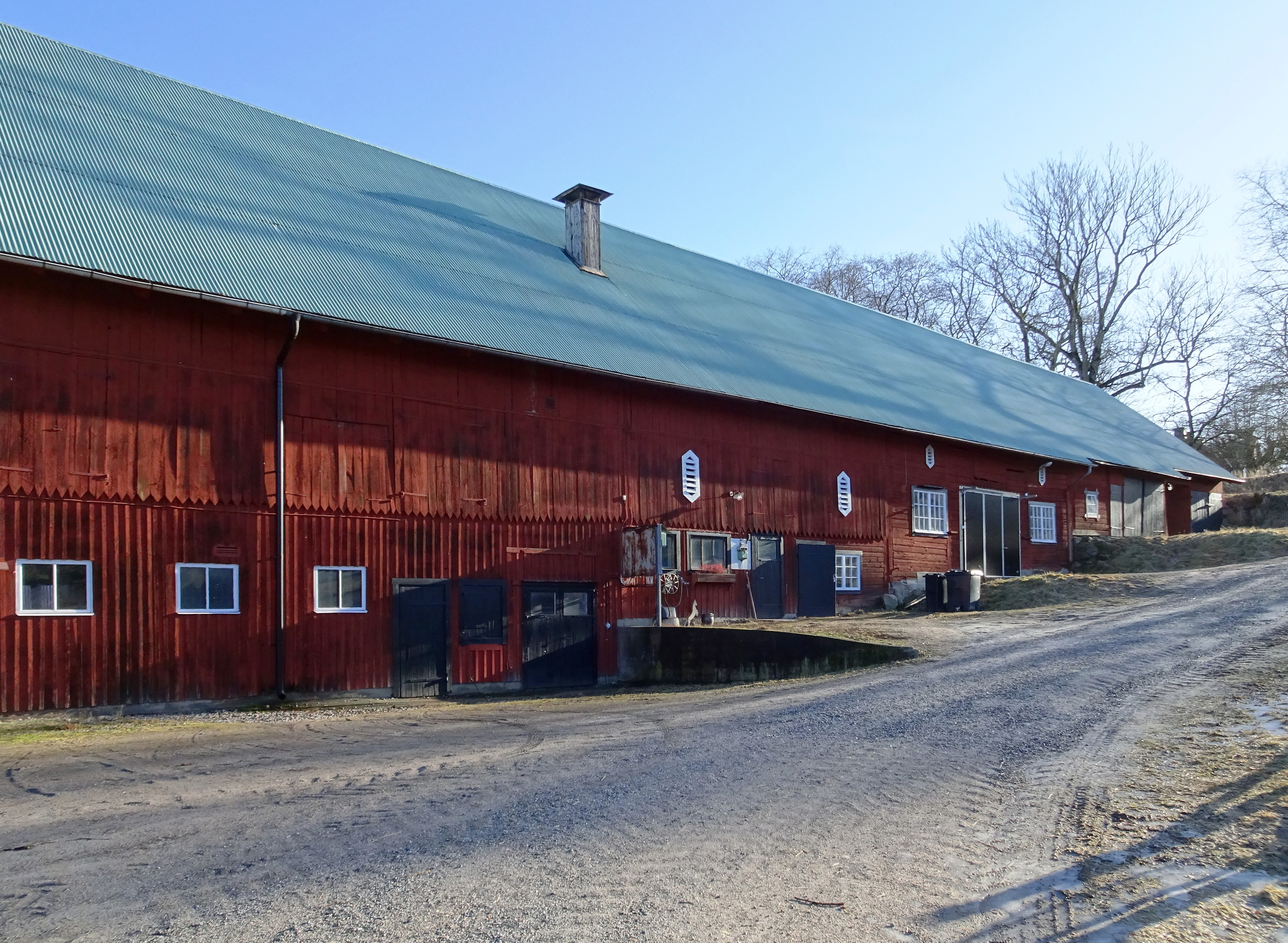
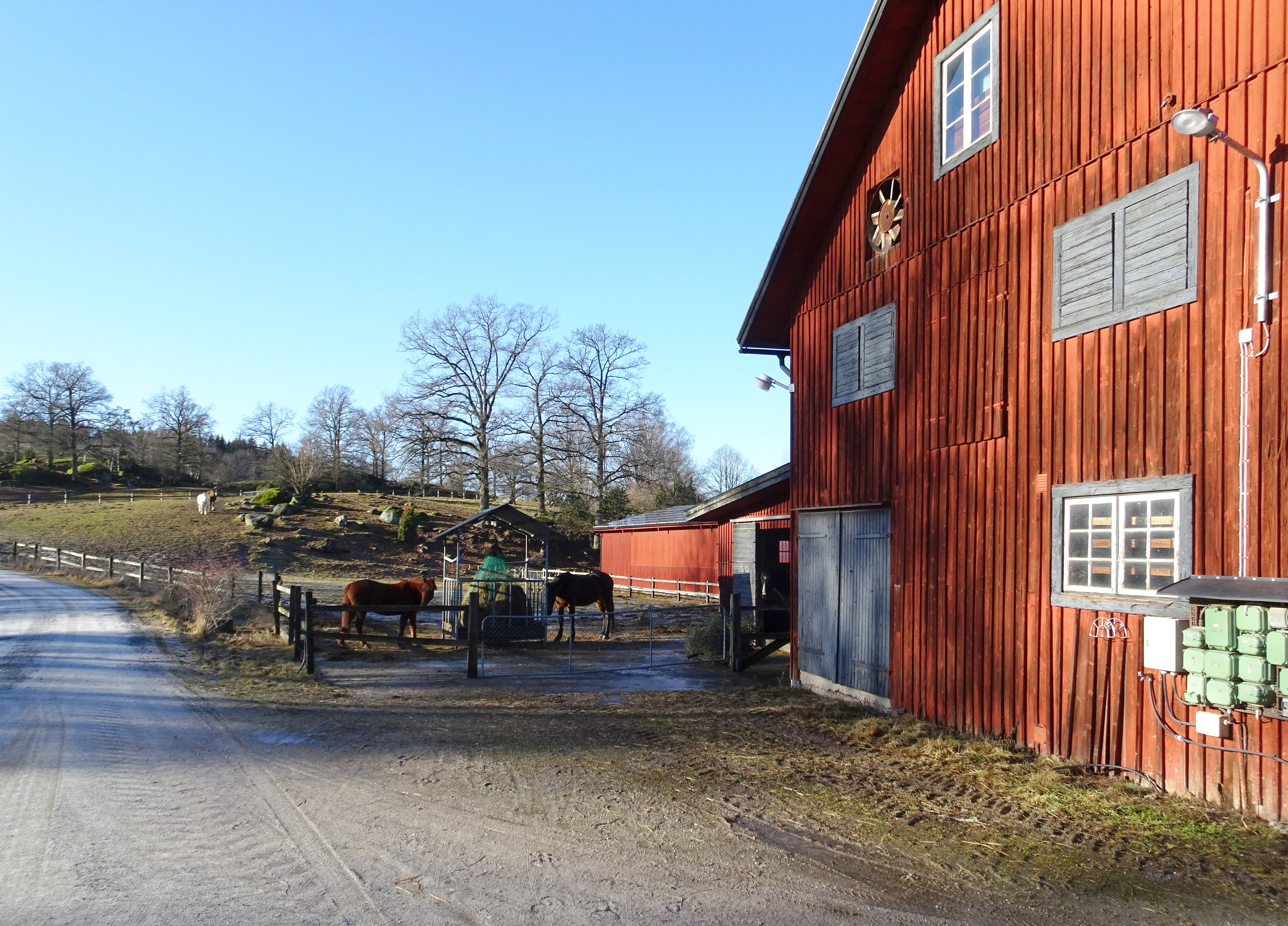

## Hornsunds granngårdar
- Gäversnäs
- Mälby
- Skedevi